# Onthophagus producticollis
Onthophagus producticollis là một loài bọ cánh cứng trong họ Bọ hung (Scarabaeidae).